# Coverclub
Coverclub is een reeks van vrij downloadbare cd's met daarop covers door met name Nederlandse bands uit het indie genre. De albums worden geproduceerd door de Mailmen-studio van Martijn Groeneveld. Ieder album wordt er weer een andere artiest of thema als uitgangspunt genomen.

## Albums
Onder de naam Coverclub zijn verschillende albums uitgebracht:
- Coverclub Christmas Edition (december 2006) thema: kerst
- Coverclub Neil Young (mei 2007) thema: Neil Young
- Never Mind Punk 1977, Here's The Coverclub (november 2007) thema: punk
- Guilty Pleasures (november 2009) thema: favoriete top 40 hits

## Bands
Verschillende bands hebben deelgenomen aan de Coverclub:
- Anne Soldaat
- Audiotransparent
- Huron
- John Coffey
- Leine
- Markowski
- Moss
- Novack
- Pien Feith
- Pondertone
- Ponoka
- Silence is Sexy
- Solo
- Tim Knol
- The Gasoline Brothers